# اچ‌ام‌اس ئی۱۵
اچ‌ام‌اس ئی۱۵ (به انگلیسی: HMS E15) یک زیردریایی بود که طول آن ۵۴٫۸۶ متر (۱۸۰٫۰ فوت) بود. این زیردریایی در سال ۱۹۱۴ ساخته شد.